# Rostelecom Cup
La Rostelecom Cup - Кубок Ростелекома (rus) - formalment la Copa de Rússia - Кубок России(rus) - és una competició internacional i de nivell sènior de patinatge artístic sobre gel, que forma part de la sèrie de campionats ISU Grand Prix of Figure Skating des de 1996. L'organitza la Federació Russa de Patinatge Artístic, i ha tingut lloc tant a Moscou com a Sant Petersburg. Competeixen les disciplines de patinatge individual masculí, patinatge individual femení, patinatge en parella i dansa sobre gel.
L'esdeveniment va adoptar el nom de Rostelecom Cup el 2009 pel nom del seu patrocinador. El 2010 es va deixar d'utilitzar, però va retornar el 2011. La Rostelecom Cup és una successora del Premi de Moscow News, un esdeveniment anual d'elit que es va organitzar a la Unió Soviètica del 1966 al 1990 (excepte el 1989).

## Medallistes
| Medallistes masculins | Medallistes masculins | Medallistes masculins | Medallistes masculins | Medallistes masculins  | Medallistes masculins |
| --------------------- | --------------------- | --------------------- | --------------------- | ---------------------- | --------------------- |
| Any                   | Ubicació              | Or                    | Plata                 | Bronze                 | Detalls               |
| 1996                  | Sant Petersburg       | Alexei Urmanov        | Alexei Yagudin        | Michael Weiss          | [ 2 ]                 |
| 1997                  | Sant Petersburg       | Alexei Yagudin        | Evgeni Plushenko      | Viacheslav Zagorodniuk | [ 2 ]                 |
| 1998                  | Moscou                | Alexei Urmanov        | Evgeni Plushenko      | Alexander Abt          | [ 3 ]                 |
| 1999                  | Sant Petersburg       | Evgeni Plushenko      | Alexander Abt         | Guo Zhengxin           | [ 4 ]                 |
| 2000                  | Sant Petersburg       | Evgeni Plushenko      | Ilia Klimkin          | Matthew Savoie         | [ 5 ]                 |
| 2001                  | Sant Petersburg       | Evgeni Plushenko      | Roman Serov           | Ivan Dinev             | [ 2 ]                 |
| 2002                  | Moscou                | Evgeni Plushenko      | Li Chengjiang         | Alexander Abt          | [ 2 ]                 |
| 2003                  | Moscou                | Evgeni Plushenko      | Li Chengjiang         | Frédéric Dambier       | [ 6 ]                 |
| 2004                  | Moscou                | Evgeni Plushenko      | Johnny Weir           | Zhang Min              | [ 7 ]                 |
| 2005                  | Sant Petersburg       | Evgeni Plushenko      | Stéphane Lambiel      | Johnny Weir            | [ 8 ]                 |
| 2006                  | Moscou                | Brian Joubert         | Johnny Weir           | Ilia Klimkin           | [ 9 ]                 |
| 2007                  | Moscou                | Johnny Weir           | Stéphane Lambiel      | Andrei Griazev         | [ 10 ]                |
| 2008                  | Moscou                | Brian Joubert         | Tomáš Verner          | Alban Préaubert        | [ 11 ]                |
| 2009                  | Moscou                | Evgeni Plushenko      | Takahiko Kozuka       | Artem Borodulin        | [ 12 ]                |
| 2010                  | Moscou                | Tomáš Verner          | Patrick Chan          | Jeremy Abbott          | [ 13 ]                |
| 2011                  | Moscou                | Yuzuru Hanyu          | Javier Fernández      | Jeremy Abbott          | [ 14 ]                |
| 2012                  | Moscou                | Patrick Chan          | Takahiko Kozuka       | Michal Březina         | [ 15 ]                |
| 2013                  | Moscou                | Tatsuki Machida       | Maxim Kovtun          | Javier Fernández       | [ 16 ]                |
| 2014                  | Moscou                | Javier Fernández      | Sergei Voronov        | Michal Březina         | [ 17 ]                |
| 2015                  | Moscou                | Javier Fernández      | Adian Pitkeev         | Ross Miner             | [ 18 ]                |
| 2016                  | Moscou                | Javier Fernández      | Shoma Uno             | Alexei Bychenko        | [ 19 ]                |
| 2017                  | Moscou                | Nathan Chen           | Yuzuru Hanyu          | Mikhail Kolyada        | [ 20 ]                |
| 2018                  | Moscou                | Yuzuru Hanyu          | Morisi Kvitelashvili  | Kazuki Tomono          | [ 21 ]                |

### Dones
| Medallistes femenins | Medallistes femenins | Medallistes femenins | Medallistes femenins | Medallistes femenins | Medallistes femenins |
| -------------------- | -------------------- | -------------------- | -------------------- | -------------------- | -------------------- |
| Any                  | Ubicació             | Or                   | Plata                | Bronze               | Detalls              |
| 1996                 | Sant Petersburg      | Irina Slutskaya      | Julia Lautowa        | Olga Markova         | [ 2 ]                |
| 1997                 | Sant Petersburg      | Irina Slutskaya      | Elena Sokolova       | Olga Markova         | [ 2 ]                |
| 1998                 | Moscou               | Elena Sokolova       | Julia Soldatova      | Irina Slutskaya      | [ 3 ]                |
| 1999                 | Sant Petersburg      | Irina Slutskaya      | Julia Soldatova      | Elena Sokolova       | [ 4 ]                |
| 2000                 | Sant Petersburg      | Irina Slutskaya      | Elena Sokolova       | Sarah Hughes         | [ 5 ]                |
| 2001                 | Sant Petersburg      | Irina Slutskaya      | Viktoria Volchkova   | Angela Nikodinov     | [ 2 ]                |
| 2002                 | Moscou               | Viktoria Volchkova   | Sasha Cohen          | Irina Slutskaya      | [ 2 ]                |
| 2003                 | Moscou               | Elena Liashenko      | Carolina Kostner     | Galina Maniachenko   | [ 6 ]                |
| 2004                 | Moscou               | Irina Slutskaya      | Shizuka Arakawa      | Júlia Sebestyén      | [ 7 ]                |
| 2005                 | Sant Petersburg      | Irina Slutskaya      | Miki Ando            | Yoshie Onda          | [ 8 ]                |
| 2006                 | Moscou               | Sarah Meier          | Júlia Sebestyén      | Yoshie Onda          | [ 9 ]                |
| 2007                 | Moscou               | Yuna Kim             | Yukari Nakano        | Joannie Rochette     | [ 10 ]               |
| 2008                 | Moscou               | Carolina Kostner     | Rachael Flatt        | Fumie Suguri         | [ 11 ]               |
| 2009                 | Moscou               | Miki Ando            | Ashley Wagner        | Alena Leonova        | [ 12 ]               |
| 2010                 | Moscou               | Miki Ando            | Akiko Suzuki         | Ashley Wagner        | [ 13 ]               |
| 2011                 | Moscou               | Mao Asada            | Alena Leonova        | Adelina Sotnikova    | [ 14 ]               |
| 2012                 | Moscou               | Kiira Korpi          | Gracie Or            | Agnes Zawadzki       | [ 15 ]               |
| 2013                 | Moscou               | Yulia Lipnitskaya    | Carolina Kostner     | Mirai Nagasu         | [ 16 ]               |
| 2014                 | Moscou               | Rika Hongo           | Anna Pogorilaya      | Alaine Chartrand     | [ 17 ]               |
| 2015                 | Moscou               | Elena Radionova      | Evgenia Medvedeva    | Adelina Sotnikova    | [ 18 ]               |
| 2016                 | Moscou               | Anna Pogorilaya      | Elena Radionova      | Courtney Hicks       | [ 19 ]               |
| 2017                 | Moscou               | Evgenia Medvedeva    | Carolina Kostner     | Wakaba Higuchi       | [ 20 ]               |
| 2018                 | Moscou               | Alina Zagitova       | Sofia Samodurova     | Lim Eun-soo          | [ 21 ]               |

### Parelles
| Parells medalists | Parells medalists | Parells medalists                     | Parells medalists                    | Parells medalists                       | Parells medalists |
| ----------------- | ----------------- | ------------------------------------- | ------------------------------------ | --------------------------------------- | ----------------- |
| Any               | Ubicació          | Or                                    | Plata                                | Bronze                                  | Detalls           |
| 1996              | Sant Petersburg   | Mandy Wötzel / Ingo Steuer            | Marina Eltsova / Andrei Bushkov      | Oksana Kazakova / Artur Dmitriev        | [ 2 ]             |
| 1997              | Sant Petersburg   | Marina Eltsova / Andrei Bushkov       | Evgenia Shishkova / Vadim Naumov     | Marie-Claude Savard-Gagnon / Luc Bradet | [ 2 ]             |
| 1998              | Moscou            | Elena Berezhnaya / Anton Sikharulidze | Shen Xue / Zhao Hongbo               | Kyoko Ina / John Zimmerman              | [ 3 ]             |
| 1999              | Sant Petersburg   | Maria Petrova / Alexei Tikhonov       | Shen Xue / Zhao Hongbo               | Tatiana Totmianina / Maxim Marinin      | [ 4 ]             |
| 2000              | Sant Petersburg   | Elena Berezhnaya / Anton Sikharulidze | Shen Xue / Zhao Hongbo               | Dorota Zagórska / Mariusz Siudek        | [ 5 ]             |
| 2001              | Sant Petersburg   | Elena Berezhnaya / Anton Sikharulidze | Maria Petrova / Alexei Tikhonov      | Sarah Abitbol / Stéphane Bernadis       | [ 2 ]             |
| 2002              | Moscou            | Shen Xue / Zhao Hongbo                | Maria Petrova / Alexei Tikhonov      | Julia Obertas / Sergei Slavnov          | [ 2 ]             |
| 2003              | Moscou            | Tatiana Totmianina / Maxim Marinin    | Pang Qing / Tong Jian                | Zhang Dan / Zhang Hao                   | [ 6 ]             |
| 2004              | Moscou            | Zhang Dan / Zhang Hao                 | Julia Obertas / Sergei Slavnov       | Aliona Savchenko / Robin Szolkowy       | [ 7 ]             |
| 2005              | Sant Petersburg   | Tatiana Totmianina / Maxim Marinin    | Julia Obertas / Sergei Slavnov       | Dorota Zagórska / Mariusz Siudek        | [ 8 ]             |
| 2006              | Moscou            | Aliona Savchenko / Robin Szolkowy     | Maria Petrova / Alexei Tikhonov      | Yuko Kawaguchi / Alexander Smirnov      | [ 9 ]             |
| 2007              | Moscou            | Zhang Dan / Zhang Hao                 | Aliona Savchenko / Robin Szolkowy    | Yuko Kawaguchi / Alexander Smirnov      | [ 10 ]            |
| 2008              | Moscou            | Zhang Dan / Zhang Hao                 | Yuko Kavaguti / Alexander Smirnov    | Tatiana Volosozhar / Stanislav Morozov  | [ 11 ]            |
| 2009              | Moscou            | Pang Qing / Tong Jian                 | Yuko Kavaguti / Alexander Smirnov    | Keauna McLaughlin / Rockne Brubaker     | [ 12 ]            |
| 2010              | Moscou            | Yuko Kavaguti / Alexander Smirnov     | Narumi Takahashi / Mervin Tran       | Amanda Evora / Mark Ladwig              | [ 13 ]            |
| 2011              | Moscou            | Aliona Savchenko / Robin Szolkowy     | Yuko Kavaguti / Alexander Smirnov    | Stefania Berton / Ondřej Hotárek        | [ 14 ]            |
| 2012              | Moscou            | Tatiana Volosozhar / Maxim Trankov    | Vera Bazarova / Yuri Larionov        | Caydee Denney / John Coughlin           | [ 15 ]            |
| 2013              | Moscou            | Aliona Savchenko / Robin Szolkowy     | Vera Bazarova / Yuri Larionov        | Kirsten Moore-Torres / Dylan Moscovitch | [ 16 ]            |
| 2014              | Moscou            | Ksenia Stolbova / Fedor Klimov        | Evgenia Tarasova / Vladimir Morozov  | Kristina Astakhova / Alexei Rogonov     | [ 17 ]            |
| 2015              | Moscou            | Ksenia Stolbova / Fedor Klimov        | Yuko Kavaguti / Alexander Smirnov    | Cheng Peng / Hao Zhang                  | [ 18 ]            |
| 2016              | Moscou            | Aliona Savchenko / Bruno Massot       | Natalya Zabiyako / Alexander Enbert  | Kristina Astakhova / Alexei Rogonov     | [ 19 ]            |
| 2017              | Moscou            | Evgenia Tarasova / Vladimir Morozov   | Ksenia Stolbova / Fedor Klimov       | Kristina Astakhova / Alexei Rogonov     | [ 20 ]            |
| 2018              | Moscou            | Evgenia Tarasova / Vladimir Morozov   | Nicole Della Monica / Matteo Guarise | Daria Pavliuchenko / Denis Khodykin     | [ 21 ]            |

### Dansa so gel
| Dansa de gel medalists | Dansa de gel medalists | Dansa de gel medalists                  | Dansa de gel medalists              | Dansa de gel medalists                   | Dansa de gel medalists |
| ---------------------- | ---------------------- | --------------------------------------- | ----------------------------------- | ---------------------------------------- | ---------------------- |
| Any                    | Ubicació               | Or                                      | Plata                               | Bronze                                   | Detalls                |
| 1996                   | Sant Petersburg        | Anjelika Krylova / Oleg Ovsyannikov     | Irina Lobacheva / Ilia Averbukh     | Elizabeth Punsalan / Jerod Trago         | [ 2 ]                  |
| 1997                   | Sant Petersburg        | Anjelika Krylova / Oleg Ovsyannikov     | Irina Lobacheva / Ilia Averbukh     | Tatiana Navka / Nikolai Morozov          | [ 2 ]                  |
| 1998                   | Moscou                 | Anjelika Krylova / Oleg Ovsyannikov     | Irina Lobacheva / Ilia Averbukh     | Tatiana Navka / Roman Kostomarov         | [ 3 ]                  |
| 1999                   | Sant Petersburg        | Barbara Fusar-Poli / Maurizio Margaglio | Shae-Lynn Bourne / Viktor Kraatz    | Sylwia Nowak / Sebastien Kolasinski      | [ 4 ]                  |
| 2000                   | Sant Petersburg        | Barbara Fusar-Poli / Maurizio Margaglio | Irina Lobacheva / Ilia Averbukh     | Galit Chait / Sergei Sakhnovski          | [ 5 ]                  |
| 2001                   | Sant Petersburg        | Barbara Fusar-Poli / Maurizio Margaglio | Galit Chait / Sergei Sakhnovski     | Elena Grushina / Ruslan Goncharov        | [ 2 ]                  |
| 2002                   | Moscou                 | Irina Lobacheva / Ilia Averbukh         | Tatiana Navka / Roman Kostomarov    | Albena Denkova / Maxim Staviski          | [ 2 ]                  |
| 2003                   | Moscou                 | Tatiana Navka / Roman Kostomarov        | Tanith Belbin / Benjamin Agosto     | Galit Chait / Sergei Sakhnovski          | [ 6 ]                  |
| 2004                   | Moscou                 | Tatiana Navka / Roman Kostomarov        | Elena Grushina / Ruslan Goncharov   | Federica Faiella / Massimo Scali         | [ 7 ]                  |
| 2005                   | Sant Petersburg        | Tatiana Navka / Roman Kostomarov        | Galit Chait / Sergei Sakhnovski     | Oksana Domnina / Maxim Shabalin          | [ 8 ]                  |
| 2006                   | Moscou                 | Tanith Belbin / Benjamin Agosto         | Oksana Domnina / Maxim Shabalin     | Isabelle Delobel / Olivier Schoenfelder  | [ 9 ]                  |
| 2007                   | Moscou                 | Oksana Domnina / Maxim Shabalin         | Nathalie Péchalat / Fabian Bourzat  | Anna Zadorozhniuk / Sergei Verbillo      | [ 10 ]                 |
| 2008                   | Moscou                 | Jana Khokhlova / Sergei Novitski        | Oksana Domnina / Maxim Shabalin     | Meryl Davis / Charlie White              | [ 11 ]                 |
| 2009                   | Moscou                 | Meryl Davis / Charlie White             | Anna Cappellini / Luca Lanotte      | Ekaterina Rubleva / Ivan Shefer          | [ 12 ]                 |
| 2010                   | Moscou                 | Ekaterina Bobrova / Dmitri Soloviev     | Nóra Hoffmann / Maxim Zavozin       | Elena Ilinykh / Nikita Katsalapov        | [ 13 ]                 |
| 2011                   | Moscou                 | Meryl Davis / Charlie White             | Kaitlyn Weaver / Andrew Poje        | Ekaterina Bobrova / Dmitri Soloviev      | [ 14 ]                 |
| 2012                   | Moscou                 | Tessa Virtut / Scott Moir               | Elena Ilinykh / Nikita Katsalapov   | Victoria Sinitsina / Ruslan Zhiganshin   | [ 15 ]                 |
| 2013                   | Moscou                 | Ekaterina Bobrova / Dmitri Soloviev     | Kaitlyn Weaver / Andrew Poje        | Madison Chock / Evan Bates               | [ 16 ]                 |
| 2014                   | Moscou                 | Madison Chock / Evan Bates              | Elena Ilinykh / Ruslan Zhiganshin   | Penic Coomes / Nicholas Buckland         | [ 17 ]                 |
| 2015                   | Moscou                 | Kaitlyn Weaver / Andrew Poje            | Anna Cappellini / Luca Lanotte      | Viktoria Sinitsina / Nikita Katsalapov   | [ 18 ]                 |
| 2016                   | Moscou                 | Ekaterina Bobrova / Dmitri Soloviev     | Madison Chock / Evan Bates          | Kaitlyn Weaver / Andrew Poje             | [ 19 ]                 |
| 2017                   | Moscou                 | Maia Shibutani / Alex Shibutani         | Ekaterina Bobrova / Dmitri Soloviev | Alexandra Stepanova / Ivan Bukin         | [ 20 ]                 |
| 2018                   | Moscou                 | Alexandra Stepanova / Ivan Bukin        | Sara Hurtado / Kirill Khaliavin     | Christina Carreira / Anthony Ponomarenko | [ 21 ]                 |